# Pomfret (Vermont)
Pour les articles homonymes, voir Pomfret.
Pomfret est une ville du comté de Windsor au Vermont, aux États-Unis.  Sa population s’élevait à 904 habitants lors du recensement de 2010, estimée à 894 habitants en 2014.

## Démographie
| Groupe            | Pomfret | Vermont | États-Unis |
| ----------------- | ------- | ------- | ---------- |
| Blancs            | 99,1    | 95,3    | 72,4       |
| Métis             | 0,9     | 1,7     | 2,9        |
| Asiatiques        | 0,8     | 1,3     | 4,8        |
| Autres            | 0,2     | 1,8     | 18,8       |
| Amérindiens       | 0,2     | 0,4     | 0,9        |
| Total             | 100     | 100     | 100        |
|                   |         |         |            |
| Latino-Américains | 1,3     | 1,5     | 16,7       |

Selon l'American Community Survey, pour la période 2011-2015, 96,56 % de la population âgée de plus de 5 ans déclare parler l'anglais à la maison, 1,29 % le français, 0,65 % l'allemand et 1,51 % une autre langue.

## Source
- (en) Cet article est partiellement ou en totalité issu de l’article de Wikipédia en anglais intitulé « Pomfret, Vermont » (voir la liste des auteurs).

1. ↑  (en) « Population of Vermont - Census 2010 and 2000 », sur censusviewer.com (consulté le 2 mars 2016).
2. ↑  https://factfinder.census.gov/bkmk/table/1.0/en/DEC/10_DP/DPDP1/0600000US5002756350
3. ↑  (en) « Language spoken at home by ability to speak English for the population 5 years and over », sur factfinder.census.gov (consulté le 20 mars 2017).